# Огузские языки
Огу́зские, или юго-западные тюркские языки — одна из шести ветвей тюркских языков. Распространены преимущественно в Западной и Центральной Азии, а также в Восточной Европе.

## Происхождение
Современные огузские языки восходят к староогузскому языку из числа тюркских языков.

## Состав
Согласно энциклопедии Ираника, в число огузских языков входят: турецкий, азербайджанский, туркменский, хорасанско-тюркский язык, хорезмский диалект узбекского языка и афшароидные диалекты.
Огузские языки, согласно энциклопедии Британника, принято делить на три группы: западную, восточную и южную. В западную группу входят турецкий (на нём говорят в Турции, Северном Кипре, на Балканах и тд.), азербайджанский (говорят в Азербайджане, Иране и тд.) и гагаузский (говорят в Молдавии, Болгарии, Одесской области Украины и тд.). В восточную группу входят туркменский (говорят в Туркменистане и соседних странах) и хорасано-тюркский (северо-восточный Иран). В южную группу входят афшарский язык и родственные ему диалекты (говорят в Иране и Афганистане).

## Внутренняя классификация
Внутренняя классификация языков, входящих в огузскую группу, затруднена. Обосновано противопоставление саларского языка остальным огузским (максимально близок салырскому диалекту туркменского, с которым когда-то составлял один тип речи). Остальные огузские языки образуют, по существу, диалектный континуум, существуют переходные говоры между туркменским и азербайджанским, азербайджанским и турецким. Гагаузский язык традиционно трактовался как современная форма печенежского, а ближайшим к турецкому считался азербайджанский язык. Согласно новейшим исследованиям, разделение турецкого и гагаузского произошло в начале XVII в., а азербайджанская диалектная зона отделилась в основном к XVI веку (но начала отделяться в XIII).
В состав огузской группы входят языки:
- саларский;
- северноузбекский
  - иканско-карабулакский
  - карамуртский;
- хорезмский (группа диалектов в Узбекистане, Туркменистане и Казахстане, в классификации А. Н. Самойловича описываются как хивинско-узбекское и хивинско-сартовское наречия и выделяется как кыпчакско-туркменской) — является огузским диалектом узбекского;
- хорасанско-тюркский — ближайший к туркменскому и хорезмскому, считается переходным от туркменского к азербайджанскому типу речи
  - боджнурди;
- туркменский
  - трухменский (северокавказский туркменский) — туркменский диалект (этнолект) на Северном Кавказе, в основном в Ставропольском крае;
- азербайджанский
  - айналлу, кашкайский, салчукский, и другие диалекты азербайджанского языка, иногда рассматриваемые также как самостоятельные языки;
- афшарский
- сонкорско-тюркский — огузский тип речи, сближающийся с азербайджанским, но обнаруживающий некоторые сходства с хорасанско-тюркскими говорами, с которыми, однако, непосредственно не соприкасается;
- сирийско-туркменские диалекты — диалекты туркменского или турецкого языка;
- турецкий
  - османский (сельджукский, староанатолийский) †
  - кипрский и балканско-турецкие диалекты
  - урумский цалкский 
  - южнобережный диалект крымскотатарского
    - огузские диалекты урумского приазовского;
- гагаузский
  - балкано-гагаузский
  - собственно гагаузский;
- печенежский † — язык ряда тюркских племен, известных под названиями черные клобуки, печенеги, узы, гузы, торки, ковуи, турпеи, боуты, каспичи, берендеи.

### Халаджский язык
Причисление халаджского языка к огузским ошибочно. Недостоверна также его трактовка как карлукско-хорезмийского, вероятно, халаджский — карлукско-уйгурский (о чем свидетельствует рефлексация пратюркского -d-, идентичная рефлексации в караханидском и древнеуйгурском). Сходство с огузскими и карлукско-хорезмийскими является результатом длительного контакта.